# Francisco António Real
Francisco António Real (ur. 13 października 1885 w Lizbonie, zm. ?) – portugalski strzelec, olimpijczyk.

## Kariera
Trzykrotnie wystąpił na igrzyskach olimpijskich (IO 1924, IO 1932, IO 1936), na których wystartował łącznie w pięciu konkurencjach. Jego najlepszym osiągnięciem było siódme miejsce zajęte podczas igrzysk w Los Angeles (1932) w karabinie małokalibrowym leżąc z 50 m  – do miejsca na podium zabrakło mu jednego punktu. W pozostałych startach osiągnął miejsca pod koniec stawki.
Wielokrotny rekordzista Portugalii w konkurencjach karabinowych i wielokrotny mistrz kraju. W 1927 roku zdobył złote medale w karabinie dowolnym w trzech postawach z 300 m, karabinie dowolnym klęcząc z 300 m, karabinie precyzyjnym z 50 m i karabinie dowolnym stojąc z 300 m. Rok później został mistrzem Portugalii w pierwszych trzech konkurencjach, a w 1929 roku zwyciężył w karabinie dowolnym klęcząc z 300 m.
Był majorem portugalskiej artylerii.

## Wyniki

### Igrzyska olimpijskie
| Igrzyska         | Konkurencja                       | Wynik                           | Miejsce | Źródło |
| ---------------- | --------------------------------- | ------------------------------- | ------- | ------ |
| Paryż 1924       | Karabin dowolny leżąc, 600 m      | 55 pkt.                         | 69      | [ 2 ]  |
| Paryż 1924       | Karabin dowolny, drużynowo        | 427 pkt. (druż.) 67 pkt. (ind.) | 17      | [ 3 ]  |
| Paryż 1924       | Karabin małokalibrowy leżąc, 50 m | 355 pkt.                        | 62      | [ 5 ]  |
| Los Angeles 1932 | Karabin małokalibrowy leżąc, 50 m | 292 pkt.                        | 7       | [ 1 ]  |
| Berlin 1936      | Karabin małokalibrowy leżąc, 50 m | 283 pkt.                        | 58      | [ 4 ]  |